# 뉴문 (2009년 영화)
《뉴문》(The Twilight Saga: New Moon)은 2009년 미국의 로맨스 판타지 영화로, 스테프니 메이어의 동명 소설을 원작으로 하며 영화 《트와일라잇》(2008)의 속편이다. 전편의 캐서린 하드윅에서 크리스 웨이츠로 감독이 교체되었으며, 크리스틴 스튜어트, 로버트 패틴슨, 테일러 로트너 등이 전편에 이어 출연한다.

## 줄거리 요약
열여덟 번째 생일을 맞은 벨라는 비록 그녀의 남자친구인 에드워드는 영원히 젊지만, 노파가 되는 꿈을 가지고 있다. 에드워드 가족이 집에서 벨라의 생일 파티를 열자, 재스퍼는 벨라가 선물을 열 때 종이 컷을 받은 후 벨라와 맞서려고 하기 때문에 혼란이 가중된다. 재스퍼는 제지되고 에드워드는 더 이상의 일이 일어나지 않도록 벨라와의 관계를 끝내기로 결정한다.
그 후 몇 달 동안 벨라는 에드워드와 그의 가족이 떠난 후 외부 세계에서 활동을 찾는 것이 어렵다는 것을 알게 되어 신경이 곤두서게 된다. 우울하고 잠을 잘 수 없고 악몽으로 인해 갑자기 분출한 찰리는 벨라를 잭슨빌로 보내어 어머니와 함께 살기로 결정한다. 벨라는 포크스 주변에 다른 친구들이 있고 그들과 시간을 보내고 싶다고 고백한다. 벨라와 제시카가 극장에서 영화를 본 후, 벨라는 험난한 자전거 타는 사람들을 만나 에드워드가 그녀를 구한 시간을 생각나게 한다.
여전히 어색함을 느낀 벨라는 제이콥을 만나 자신의 부족을 소개한다. 벨라와 함께 영화관에 다녀온 후, 제이콥은 고열에 시달리고 집으로 돌아간다. 제이콥은 나중에 머리를 자르고 문신을 새기고 벨라를 실망시킨다. 그런 다음 그는 벨라에게 자신의 안전을 위해 손이 닿지 않는 곳에 있으라고 명령한다. 벨라는 에드워드와 제이콥이 자주 들렀던 초원을 찾아가 뱀파이어 동반자 로랑을 만난다. 늑대 무리가 끼어들어 로랑을 막으면서 전투가 벌어진다. 야곱과 그의 부족이 늑대인간으로 변신할 수 있게 된 것이 분명해진다. 나중에 벨라는 제이콥과 그의 일족이 죽은 제임스의 두 번째 지휘관인 빅토리아를 경계하면서 스릴을 추구하는 활동을 계속한다.
벨라는 바닷가 절벽에서 뛰어내려 이안류에 휩싸이지만 제이콥에 의해 구조된다. 벨라는 집에 돌아왔을 때 예기치 않게 앨리스와 마주치는데 벨라가 절벽을 뛰어넘는 것이 자살 시도라고 의심한 앨리스를 만난다. 앨리스는 벨라를 이탈리아로 안내하고 에드워드는 볼투리와 플리 거래를 하려고 한다. 벨라는 에드워드와 재회하고 포크스로 돌아가 다시는 헤어지지 않겠다고 약속한다. 미래에 대한 이야기를 나누던 중 에드워드는 벨라에게 결혼하면 뱀파이어로 만들어주겠다고 말한다.

## 배역

### 주역
- 크리스틴 스튜어트 - 벨라 스완
- 로버트 패틴슨 - 에드워드 컬렌
- 테일러 로트너 - 제이콥 블랙

### 조역
- 피터 파치넬리 - 칼라일 컬렌
- 엘리자베스 리서 - 에스미 컬렌
- 애슐리 그린 - 앨리스 컬렌
- 켈런 러츠 - 에밋 컬렌
- 니키 리드 - 로잘리 헤일
- 잭슨 래스본 - 재스퍼 헤일
- 빌리 버크 - 찰리 스완
- 레이첼 러페브 - 빅토리아
- 에디 가테지 - 로랑
- 마이클 신 - 아로
- 다코타 패닝 - 제인
- 누트 시어 - 하이디
- 애나 켄드릭 - 제시카 스탠리
- 마이클 웰치 - 마이클 뉴턴

### 줄거리
에드워드는 자신과 함께있는게 벨라에게 매우 위험하다고느껴 가족들과 포크스를 떠난다.그로인해 벨라는 큰 상심에 빠져 우울증에걸리고 밤에는 악몽을꾼다.그런 그녀에게 큰힘이되어주고 벨라가 잠시라도 에드워드를 생각안하고 웃을수있게 해준 제이콥 블랙,제이콥은 벨라와 지내면서 친구이상의 감정을 느끼게된다.벨라 역시 제이콥을 마음에 두고있었지만 에드워드를 잊을수없어 자꾸 대시하는 제이콥을 애써 밀어낸다.

## MBC 성우진
- 채의진 - 벨라(크리스틴 스튜어트)
- 김두희 - 에드워드(로버트 패틴슨)
- 송준석 - 제이콥(테일러 로트너)
- 전국근
- 전임복
- 최상기
- 기경옥
- 황윤걸
- 박영화
- 김동현
- 조예신
- 양희문
- 윤복성
- 이영란
- 전수빈
- 김호성
- 엄태국
- 고성일
- 양준건
- 유상우
- 한경화